# 230 v.Chr.
Het jaar 230 v.Chr. is een jaartal volgens de christelijke jaartelling. 

## Gebeurtenissen

### Italië
- Marcus Aemilius Barbula en Marcus Iunius Pera zijn consul in het Imperium Romanum.
- Begin van de Eerste Illyrische Oorlog, de Romeinse afgezant Lucius Coruncanius wordt op een diplomatieke missie naar Illyrië vermoord.
- In Rome heerst een hongersnood, piraten plunderen de havenstad Ostia. De Senaat geeft zijn goedkeuring om de zeeroverij uit te roeien.

### Carthago
- Hamilcar Barkas sticht in Spanje de Carthaagse steden Akra Leuke (Alicante) en Barcino (Barcelona). Hij maakt plannen voor een veldtocht tegen Rome.

### Europa
- De Oost-Germaanse stam de Skiren plunderen aan de Zwarte Zee de Griekse handelskolonie Olbia (huidige Odessa).

### Klein-Azië
- Attalus I van Pergamon verslaat Antiochus Hierax en de Gallische Galaten in het beleg van Pergamon.
- De Stervende Galliër, wordt gemaakt ter ere van de overwinning op de Kelten.

### Perzië
- Diodotus II sterft, hij wordt opgevolgd door Euthydemus I (230 - 200 v.Chr.) als koning van Bactrië.

### China
- Qin Shi Huangdi begint een veldtocht tegen de Strijdende Staten en verovert de Han (staat).

## Geboren
Er Shi Huangdi (~230 v.Chr. - ~207 v.Chr.), keizer van het Chinees Keizerrijk

## Overleden
- Aristarchus van Samos (~310 v.Chr. - ~230 v.Chr.), Grieks astronoom en mathematicus (80)